# Aphaenogaster sicula
Aphaenogaster sicula é uma espécie de inseto do gênero Aphaenogaster, pertencente à família Formicidae.